# جلال‌الدین همایی
جلال‌الدین همایی (۱۳ دی ۱۲۷۸،اصفهان – ۲۹ تیر ۱۳۵۹،تهران)، نویسنده، ادیب، شاعر، ریاضی‌دان و تاریخ‌نگار معاصر ایرانی بود. همایی قرآن و الفیه را از حفظ داشت و در شعر تخلصش «سنا» بود. او با جفر، اسطرلاب و نجوم قدیم نیز آشنا بود.
وی یکی از حروف (مجلدات) لغت‌نامه دهخدا را نیز تدوین کرده است. وی نوه همای شیرازی است.

## زندگی

### دوران کودکی و تحصیلات مقدماتی
همایی در خانواده‌ای اهل ادب وسنت در اصفهان و محله قدیمی پاقلعه (از محلات جنوب شرقی قدیم اصفهان) متولد شد. پدرش میرزا ابوالقاسم محمدنصیر فرزند همای شیرازی بود. نخستین معلمان همایی پدر و مادرش بودند. وی مقدمات فارسی و عربی را نزد پدر و عموی خود آموخت. بنا به گفتهٔ خود همایی در شرح حالی از خود صحیح خواندن آیات قرآن و ابیات حافظ و سعدی را از مادر و پدر خود در دوران کودکی فراگرفته بود.

### دوران جوانی
وی به مدرسهٔ حقایق در محله مشیر یخچال و سپس به مدرسهٔ قدسیه در محلهٔ درب امام اصفهان راه می‌یابد و مقدمات ریاضیات و علوم صرف و نحو عربی را فرامی‌گیرد. سپس به اقامتی بیست ساله در مدرسهٔ نیم‌آورد در جهت طلبگی در حضور افرادی چون آقا شیخ علی یزدی، آقا سیدمحمدکاظم کرونی اصفهانی و آقا سیدمهدی درچه‌ای، دست می‌زند و به فقیهی صاحب اجازه بدل می‌شود. در این دورهٔ بیست‌ساله، علاوه بر افزایش سطح علمی، به واسطهٔ سختی زندگی، مهذّب و ساده‌زیست و متواضع می‌شود. سپس مدت ۱۲ سال به تدریس درس فقه در دوره‌های لیسانس و فوق لیسانس دانشکده حقوق دانشگاه تهران می‌پردازد. نیز اثرات همین دورهٔ مرارت است که بعدها منجر به تألیف «غزالی نامه» در شرح و توصیف احوال امام محمد غزالی از زبان همایی می‌شود.

### دوران تدریس و ورود به فرهنگ
در میانه‌های دوران تحصیل به جهت نیاز مالی و به جهت علاقهٔ درونی همایی روی به تدریس می‌آورد و تا سال ۱۳۰۸ مرتضی اردکانی و جعفر آل‌ابراهیم دهکردی را تربیت می‌کند. سپس به دعوت ضیاءالدین جناب در پی تأسیس مدرسهٔ متوسطه اصفهان، به تدریس دروس فقه و فلسفه و عربی در مقطع دوم دبیرستان می‌پردازد و شاگردانی چون تقی فاطمی (استاد نامدار ریاضی)، محمد نصیری (رئیس سابق دانشکده حقوق دانشگاه تهران)، کمال الدین جناب (استاد فیزیک) و حسین عریضی (رئیس سابق دبیرستان ادب اصفهان) را پرورش می‌دهد.
چندی بعد همایی برای تدریس فلسفه و ادبیات به تبریز می‌رود و همزمان کتاب تاریخ ادبیات خود را می‌نویسد. در سال ۱۳۱۰ به تهران منتقل شد و به تدریس در دبیرستان‌های دارالفنون و شرف پرداخت. در این دوره شاگردانی چون ذبیح‌الله صفا، حسین خطیبی و علی‌اکبر شهابی را می‌پروراند. در سال ۱۳۱۹ به تدریس در کلاس ششم ادبی که زیر نظر دانش‌سرای عالی آن وقت بوده و مختص شاگردان اوّل و دوم دانش‌سرای مقدماتی کل کشور می‌شده، منصوب می‌شود. سپس راهی دانشگاه تهران می‌گردد و ۱۲ سال به تدریس درس فقه در دانشکده حقوق می‌پردازد و سپس به دانشکده ادبیات دانشگاه تهران منتقل و به تدریس صنایع ادبی در هر سه مقطع کارشناسی، کارشناسی‌ارشد و دکتری مشغول می‌شود. در سال ۱۳۴۵ درخواست بازنشستگی می‌کند و با وجود موافقت با آن کار تدریس در دانشگاه همچنان ادامه می‌یابد. در سال ۱۳۵۲ جز اعضاء انجمن شاهنشاهی فلسفه ایران به ریاست افتخاری فرح پهلوی می‌شود. از جمله شاگردان برجسته‌ای که در محضر استاد همایی پرورش یافته‌اند، می‌توان به محمدرضا شفیعی کدکنی، محمد معین، قدمعلی سرامی، محمد خوانساری و جمال رضایی اشاره کرد.

## آثار

### تألیفات
1. تاریخ‌ادبیات ایران، به کوشش ماهدختٰ بانو همایی، شرکت نشر هما، ۱۳۷۵
2. غزالی‌نامه، کتابفروشی فروغی و انتشارات زوّار، ۱۳۹۷
3. رسالهٔ در شرح احوال سروش اصفهانی، مقدمه‌ای بر دیوان شاعر با تصحیح محمدجعفر محجوب
4. خیّامی‌نامه، شرکت نشر هما، ۱۳۹۴.
5. تفسیر مثنوی مولوی، داستان قلعهٔ ذات‌الصوریا دزهوش‌ربا
6. فنون بلاغت و صناعات ادبی، انتشارات اهورا، ۱۳۸۹
7. مولوی‌نامه یا مولوی، دو جلدی، شرکت نشر هما، چاپ دهم، ۱۳۸۵
8. مختاری‌نامه یا مقدمه دیوان عثمان مختاری، انتشارات علمی و فرهنگی، ۱۳۶۱
9. تصوف در اسلام، نگاهی به عرفان شیخ‌ابوسعید ابوالخیر، جاپ سوم، انتشارات هماذر، ۱۳۷۶.
10. تاریخ علوم اسلامی، تقریرات جلال‌الدین همایی، دورهٔ دکتری ادبیات فارسی دانشگاه تهران.
11. تاریخ اصفهان در هفت جلد، به کوشش ماهدخت‌بانو همایی، پژوهشگاه علوم انسانی و مطالعات فرهنگی، ۱۳۹۶.
12. دیوان سنا، به‌اهتمام ماهدخت‌بانو همایی چاپ سوم، شرکت نشر هما، ۱۳۷۷.

### تصحیحات
1. مثنوی ولدنامه'
2. التفهیم‌لاوائل صناعةالتنجیم، تألیف ابوریحان بیرونی.
3. نصیحةالملوک، تألیف امام محمد غزالی.
4. منتخب اخلاق ناصری، تألیف خواجه نصیرالدین طوسی
5. مصباح‌الهدایه و مفتاح‌الکفایه، تألیف عزالدین محمود کاشانی
6. کنوزالمغرمین در علوم غریبه، منسوب به شیخ‌الرئیس ابوعلی‌سینا
7. معیارالعقول در فن جراثقال
8. دیوان حکیم مختاری غزنوی
9. طرب‌خانه
10. دیوان طرب
11. برگزیدهٔ دیوان سه شاعر اصفهان(جلد دوم دیوان طرب)

### کتاب‌های درسی
1. سه جلد کتاب قرائت فارسی
2. دستور زبان فارسی
3. تدوین دورهٔ کتاب درسی فارسی و دستور زبان فارسی و تاریخ‌ادبیات ایران
4. تدوین دستور زبان
5. صناعات ادبی
6. سه جلد کتاب قرائت و صرف‌ونحو عربی

### آثار چاپ‌نشده[نیازمند منبع]
1. قواعد فارسی
2. دستور و قواعد فارسی
3. ترجمه کتاب اشارات ابن‌سینا
4. رساله‌ای در شرح احوال و بررسی افکار و عقاید خواجه نصیرالدین طوسی
5. تصحیح دیوان ازرقی همراه‌با توضیحات و تعلیقات
6. شرح مشکلات اشعار مثنوی مولوی
7. دورهٔ مفصل معانی و بیان بدیع و عروض و قافیه
8. دنبالهٔ تاریخ‌ادبیات ایران

### مقالات
1. نمیرم از این پس که من زنده‌ام!
2. رابطهٔ ابن‌سینا با اصفهان
3. حد همین است سخن‌دانی و زیبایی را
4. شیخ عطار نیشابوری
5. رودکی و اختراع رباعی
6. مولوی چه می‌گوید؟
7. عرفان مولوی
8. غزلیات دیوان شمس
9. بابارکن‌الدین شیرازی
10. سروش اصفهانی
11. همای شیرازی
12. طرب بن همای شیرازی
13. احوال شعرای اصفهان
14. شرح احوال و ماده تاریخ وفات ملک‌الشعراء بهار
15. درگذشت احمد بهمنیار
16. صغیر اصفهانی
17. تقریظ بر کتاب «غزلیات جاویدان پارس»
18. اخلاق از نظر غزالی
19. مقدمهٔ قدیم اخلاق ناصری
20. جلوه‌های عرفان در ادبیات ایران
21. پرسش‌هایی پیرامون شعر فارسی از همایی
22. اصفهان پاسدار گنجینه‌های علم و ادب و هنر ایران
23. مقدمه بر رساله مشاعر
24. دستور زبان فارسی
25. قواعد زبان فارسی
26. یک قاعدهٔ شعری
27. اشتباه صاحب المعجم در اوزان فهلویات وو اورامنان
28. دبستان گویندگان
29. غزل و تحول اصطلاحی آن در قدیم و جدید
30. نقد دیوان ادیب صابر
31. رفع اشتباه دیوان طرب
32. تفریظ‌نامه